# Фуэнтес, Мариола
Марио́ла Фуэ́нтес (исп. Mariola Fuentes; 12 августа 1970, Марбелья) — испанская актриса

. Часто выступает в трагикомических ролях. Первый успех пришёл после роли в фильме «Извини, красотка, но Лукас любит меня». Первую главную роль исполнила в паре с Сержи Лопесом в фильме «10 дней без любви».

## Фильмография
- Мёртвых не трогай, детка / Los muertos no se tocan, nene (2011)
- Родился страдать / Nacidas para sufrir (2009)
- Él nunca lo haría (2009)
- Разомкнутые объятия / Los abrazos rotos (2009) — Эдурне
- Мануэла / Manuela (2006)
- Летая я иду / Volando voy (2006)
- La vida perra de Juanita Narboni (2005)
- Trileros (2003)
- Чилаут / ¡Descongélate! (2003)
- Два крутых придурка / Dos tipos duros (2003)
- Отель «Дунай» / Hotel Danubio (2003)
- Западный / Poniente (2002)
- Поговори с ней / Hable con ella (2002) — Роса
- 10 дней без любви / El cielo abierto (2001)
- Секс из сострадания / Sexo por compasión (2000)
- Las buenas intenciones (2000)
- Манолито-очкарик / Manolito Gafotas (1999)
- O me quieres o me mato (1999)
- Первая ночь в моей жизни / La primera noche de mi vida (1998)
- Крик в небе / El grito en el cielo (1998)
- Торренте, глупая рука закона / Torrente, el brazo tonto de la ley (1998)
- Бессонница / Insomnio (1998)
- Живая плоть / Carne trémula (1997) — Клементина
- Над чем смеются женщины? / ¿De qué se ríen las mujeres? (1997)
- Извини, красотка, но Лукас любит меня / Perdona bonita, pero Lucas me quería a mí (1997)
- Шевроле / Chevrolet (1997)
- Считанные дни / Días contados (1994)